# 嘉年華傳奇號
嘉年華傳奇號（英語：Carnival Legend）是嘉年華郵輪於2001年12月17日下水，並於翌年開始投入服務的精神級郵輪。全長963英尺（294米），可容納2,124名乘客。

## 外部連結
- Official website
- Carnival Legend Photo Gallery （页面存档备份，存于）